# Mi querido viejo
Mi querido viejo es una película de drama mexicana de 1991, dirigida por Rafael Villaseñor Kuri y protagonizada por Vicente Fernández, Alejandro Fernández y Julieta Rosen. Ésta fue la última película filmada por Vicente Fernández como actor.

## Sinopsis
Un importante cantante de música mexicana conoce a una periodista y conforme pasa el tiempo, surge el amor entre ellos. Ellos se casan y tienen un hijo, pero al poco tiempo se divorcian por los múltiples compromisos del cantante. Azuzada por la amargura, la madre enseña a su hijo a despreciar al que es su padre. No obstante, con el tiempo el joven se da cuenta de que sí quiere a su padre y que fue su madre la causante de que su felicidad se fragmentara. Al final, ellos deberán darse cuenta de que el amor filial debe triunfar sobre todos los impedimentos.

## Reparto
- Vicente Fernández como Luis Fuentes.
- Alejandro Fernández como Rafael Cortez / Rafael Fuentes Cortez.
- Julieta Rosen como Maria Luisa Cortez.
- Manuel Ojeda como Apolonio Méndez.
- Eleazar Gómez como Rafael Fuentes Cortez "Rafaelito".

- Datos: Q6012548